# Willian Popp
Willian Popp (Joinville, 13 aprile 1994) è un calciatore brasiliano, attaccante del Muangthong Utd.

## Carriera
Ha giocato nella prima divisione brasiliana con Joinville e Ceará, dove ha collezionato, in totale, 26 presenze e una rete.

## Palmarès

### Club

#### Competizioni nazionali
- Campionato cinese: 1

Shanghai Haigang: 2024
- Coppa di Cina: 1

Shanghai Haigang: 2024